# آی‌جی‌بی الکترونیکا
آی‌جی‌بی الکترونیکا (انگلیسی: IGB Eletrônica) شرکت الکترونیک برزیلی است، که در سال ۱۹۶۴ تأسیس شد.